# Siberia (Oper)
Siberia ist eine Oper in drei Akten von Umberto Giordano nach einem Libretto von Luigi Illica. Sie wurde anlässlich der Uraufführung an der Mailänder Scala im Jahre 1903 trotz erstklassiger Besetzung frostig aufgenommen, erzielte jedoch in der Folge in Genua, Paris, Alexandria, New York und New Orleans zumindest Achtungserfolge.

## Charakteristik
Siberia steht in der italienischen Tradition der Heiligen-Huren-Opern, die von Giuseppe Verdi mit La traviata 1853 begründet und von Giacomo Puccini mit Manon Lescaut 1893 fortgesetzt wurde. Die Protagonistin entbrennt, trotz ihrer Vergangenheit, in unschuldiger Liebe zu einem jungen, feschen Tenor und hält ihm auf ihre Art die Treue. Es handelt sich um ein Hauptwerk der sogenannten Giovane Scuola, der Jungen Schule, die gegen Verdis Dominanz und Omnipräsenz ankämpfte.
Obwohl es durchaus wahrscheinlich erscheint, dass das Libretto von Illica eine Originalschöpfung darstellt, wurde anlässlich der New Yorker Premiere die Vermutung geäußert, es könne sich um die Bearbeitung eines Motivs aus Tolstois Auferstehung handeln. Thematische Ähnlichkeiten wurden zu den früheren Opern Manon und Manon Lescaut von Massenet und Puccini konstatiert, die beide auf dem Roman Histoire du Chevalier Des Grieux et de Manon Lescaut von Antoine-François Prévost von 1731 beruhen, sowie zur späteren Lady Macbeth von Mzensk von Schostakowitsch.
Ursprünglich hätte die Oper einen anderen Titel tragen sollen, La donna, l’amante, l’eroina [Die Frau, die Liebhaberin, die Heroine], in Charakterisierung der verschiedenen Lebensphasen der Titelheldin. Heute tragen die einzelnen Akte die jeweiligen Bezeichnungen. Die Oper wurde vom Komponisten überarbeitet, die Neufassung wurde 1927 an der Scala vorgestellt.

## Handlung

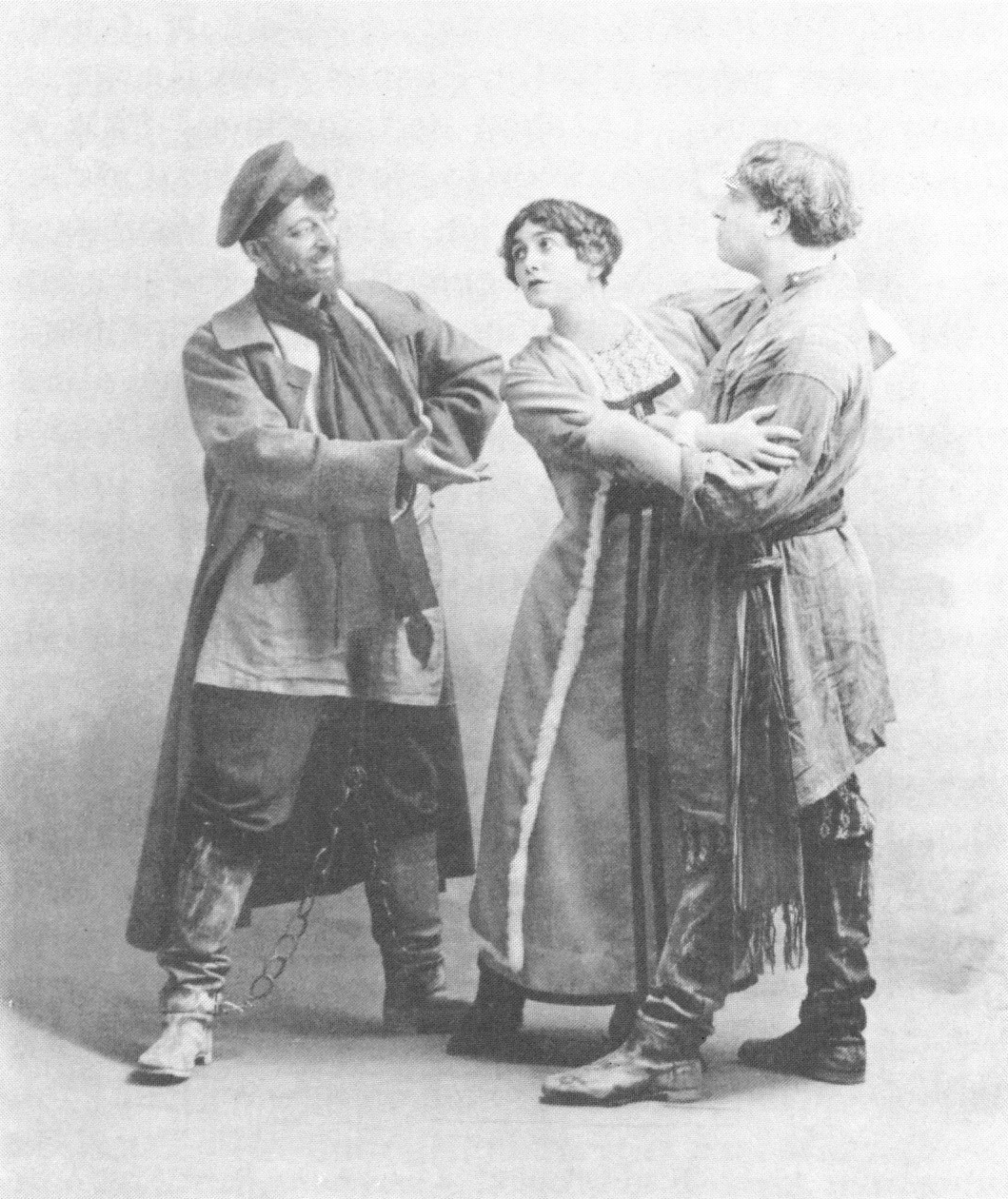
Szene aus dem dritten Akt, Paris 1911, mit Henri Dangès (Gléby), Lina Cavalieri (Stephana), Lucien Muratore (Vassili)

Russland, erste Hälfte des 19. Jahrhunderts.

### Erster Akt: Die Frau
Sankt Petersburg, August, Fest des Heiligen Alexanders
Stephana wurde vom Kuppler Gléby zur Prostituierten gemacht und an den Fürsten Alexis verkauft. Sie lebt in einem eleganten Palais und Gléby bezieht eine fürstliche Pension. Stephana hat sich in einen jungen Leutnant, Vassili, verliebt, der nichts von ihrem Vorleben weiß und sie für ein einfaches Arbeitermädchen hält. Bevor Vassili in den Krieg ziehen muss, will er sich von seiner Amme Nikona verabschieden. Dort trifft er auf  Stephana, der Nikona nunmehr dient, und erfährt die Wahrheit. Trotzdem kann er nicht von ihr lassen. Der Fürst erscheint und verlangt eine Erklärung, es entwickelt sich ein Kampf zwischen den Kontrahenten. Vasilli tötet den Fürsten mit seinem Schwert. Er wird festgenommen und der Polizei übergeben.

### Zweiter Akt: Die Liebhaberin
Grenze zwischen Russland und Sibirien, Winter
Gefangene marschieren durch den Schnee zur sibirischen Mine, in der sie Zwangsarbeit verrichten werden müssen. Vassili ist verhaftet und verbannt worden. Er zählt zu den Gefangenen. Der Kommandant der Grenzstation und einige Händler erwarten den Zug der Gefangenen. Erschöpft vom langen Marsch langen die Verbannten ein. Frauen und Kinder warten entlang der Straße, sie verabschieden die Häftlinge. Es ertönt Schellengeläut. Stephana, gehüllt in Pelze, langt mit ihrer Troika ein. Sie hat alles hinter sich gelassen, um das Schicksal ihres Geliebten zu teilen. Vassili beschwört sie zurückzukehren, freilich vergebens. Der Zug der Verbannten zieht weiter in die Weite Sibiriens, unter ihnen Vassili und Stephana.

### Dritter Akt: Die Heroine
Gefangenenlager nahe der Minen des Transbaikal, kurz vor dem Russischen Osterfest
Gléby kommt ins Lager, auch er wurde verurteilt. Doch war es ihm gestattet worden, Stephana zu sehen. Er kennt eine Möglichkeit zur Flucht und möchte diesen Weg gemeinsam mit ihr gehen. Sie jedoch verweigert sich. Das Osterfest steht bevor, die Gefangenen bereiten eine Feier vor. Gléby lässt alle wissen, dass Stephana eine Kurtisane war. Das treibt Vassili zur Raserei, jedoch wird er von den anderen zurückgehalten. Nun setzt sich Stephana zur Wehr. Sie nennt Gléby einen Ausbeuter, Wucherer, Fälscher und Lügner. Jetzt will sie die Flucht wagen, gemeinsam mit Vassili. Kirchenglocken läuten und die Gefangenen beginnen zu beten. In der Osternacht verlassen die Liebenden das Lager, doch Gléby entdeckt dies und alarmiert die Wachen. Die Flüchtenden werden verfolgt, ein Schuss ist zu hören. Die Wachen bringen Vassili und tragen Stephana. Tödlich getroffen wünscht sie ihrem Geliebten Glück und stirbt.

## Instrumentation
Die Orchesterbesetzung der Oper enthält die folgenden Instrumente:
- Holzbläser: Piccoloflöte, drei Flöten (3. auch 2. Piccolo), zwei Oboen, Englischhorn, zwei Klarinetten, Bassklarinette, zwei Fagotte, Kontrafagott
- Blechbläser: vier Hörner, drei Trompeten, drei Posaunen, Tuba
- Pauken, Schlagzeug: Große Trommel, Kleine Trommel, Becken, Triangel, Tamtam
- Celesta
- Harfe
- Streicher
- Bühnenmusik: Kleine Trommel, zwei Trompeten, sieben Glocken, Tastenzither, zwei Mandolinen, Klavier (mit Papierstreifen präpariert), Violoncello, Kontrabass

## Werkgeschichte

### Besetzungen in Mailand, Paris und New York

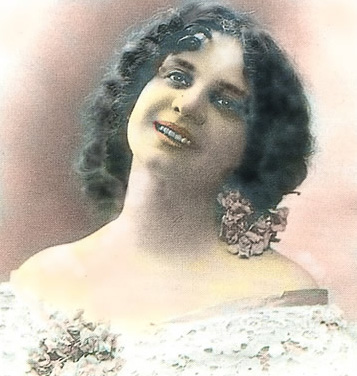
Rosina Storchio, die Stephana der Uraufführung

| Rolle                 | Stimmlage   | Uraufführung Teatro alla Scala 19. Dezember 1903 | Paris Théâtre Sarah-Bernhardt 4. Mai 1905 | New York Metropolitan Opera 19. Dezember 1908 |
| --------------------- | ----------- | ------------------------------------------------ | ----------------------------------------- | --------------------------------------------- |
| Stephana              | Sopran      | Rosina Storchio                                  | Amelia Pinto                              | Adelina Agostinelli                           |
| Nikona, ihre Dienerin | Mezzosopran | Palmira Maggi                                    |                                           | Emma Zaccaria                                 |
| Ivan, Hausbesorger    | Tenor       | Emilio Venturini                                 |                                           | Emilio Venturini                              |
| Gléby, Kuppler        | Bariton     | Giuseppe De Luca                                 | Titta Ruffo                               | Mario Sammarco                                |
| Vassili, Leutnant     | Tenor       | Giovanni Zenatello                               | Amedeo Bassi                              | Giovanni Zenatello                            |
| Walitzin, Hauptmann   | Bariton     | Vittorio Pozzi Camola                            | Vittorio Pozzi Camola                     | Crabbe                                        |
| Fürst Alexis          | Tenor       | Oreste Gennari                                   |                                           | Leone Cazauran                                |
| Miskinski, Bankier    | Bariton     | Antonio Pini-Corsi                               |                                           | Vincenzo Reschiglian                          |
| Ipranivick            | Tenor       | Federico Ferraresi                               |                                           | Nicolò Fossetta                               |
| Walinoff              | Bariton     | Pozzi-Camola                                     |                                           | Fossetta                                      |
| Commissario           | Bass        | Antonio Volponi                                  |                                           | Fossetta                                      |
| Dirigent              |             | Cleofonte Campanini                              | Cleofonte Campanini                       | Cleofonte Campanini                           |

### Aufführungsgeschichte

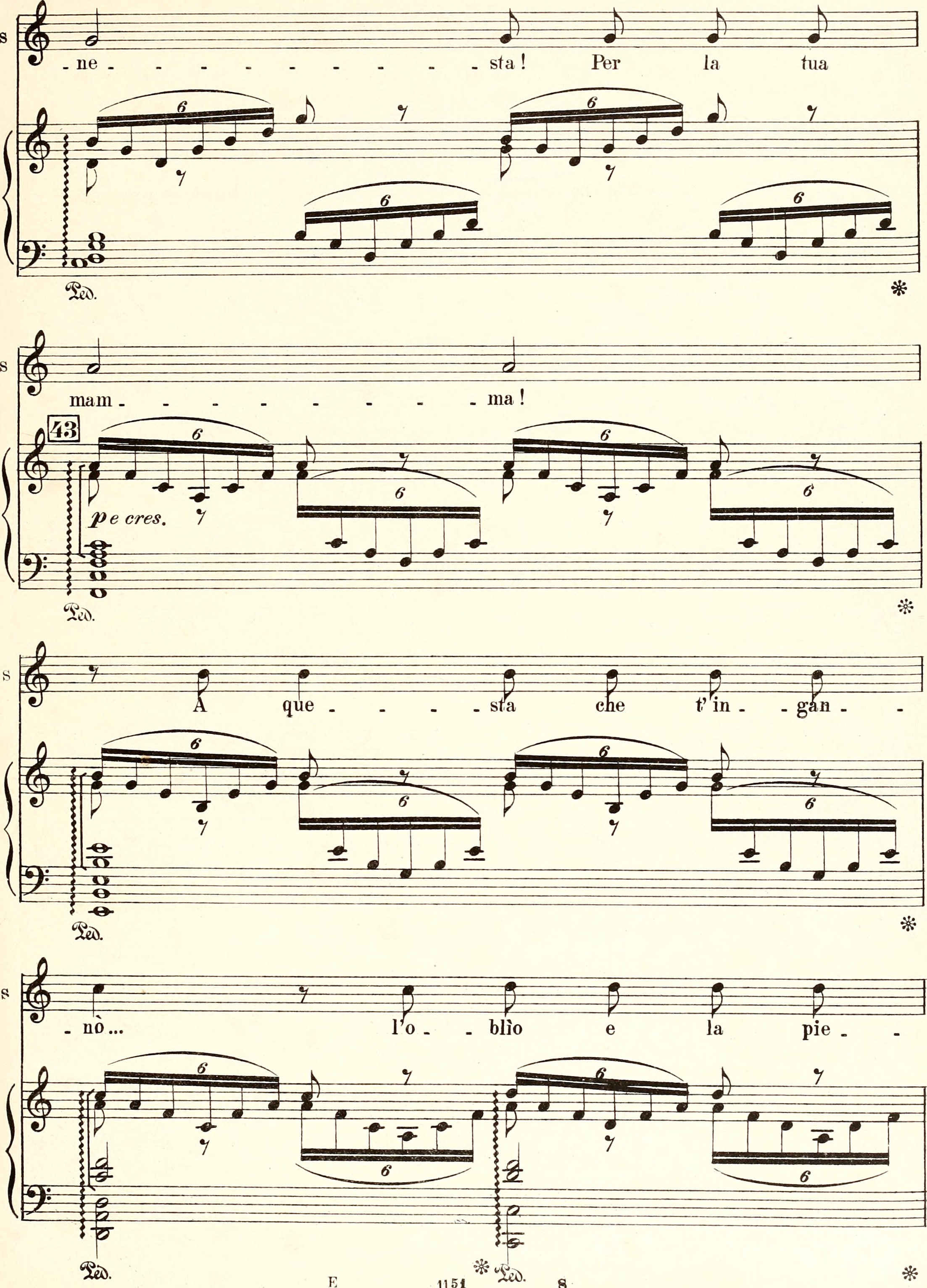
Aus dem Klavierauszug

Die Uraufführung von Siberia fand – anstelle der ursprünglich geplanten Uraufführung der Madama Butterfly von Giacomo Puccini – im Dezember 1903 an der Mailänder Scala statt. Trotz der erstklassigen Besetzung wurde das Werk eher kühl aufgenommen. Im März 1904 folgten weitere Inszenierungen am Teatro San Carlo in Neapel und am Teatro Giuseppe Verdi in Triest, am 4. Mai 1905 im Théâtre Sarah-Bernhardt in Paris. Dort dirigierte Cleofonte Campanini, ebenso wie bei der Uraufführung in Mailand und später in New York. Der Komponist Gabriel Fauré, der eine Pariser  Aufführung gehört hatte, äußerte sich lobend, insbesondere über den ersten Akt. Er hielt das Werk für ein Paradebeispiel der Giovane Scuola.

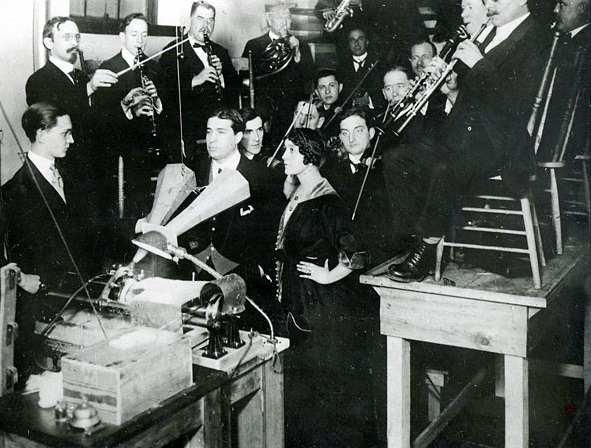
Lucien Muratore und Lina Cavalieri bei Tonaufnahmen in Paris, 1913

1906 folgten Aufführungen am Teatro Regio in Parma (mit Honorina Popovici in der weiblichen Hauptrolle), im Teatro Costanzi in Rom und am French Opera House von New Orleans (alle im Januar) sowie am Teatro Regio von Turin, dirigiert vom jungen Arturo Toscanini, und am Teatro Metastasio von Prato. In rascher Folge kam es zu weiteren Aufführungen in Buenos Aires, erneut dirigiert von Toscanini, in Lissabon, Santiago de Chile, Kairo und Mexiko-Stadt. 1908 gelangte das Werk an der Metropolitan Opera in New York zur Erstaufführung, 1911 wurde es erstmals im Pariser Palais Garnier gespielt, mit Lina Cavalieri und Lucien Muratore als Liebespaar und Henri Dangès als Gléby. Es dirigierte Paul Vidal. Die überarbeitete Fassung wurde 1927 an der Mailänder Scala vorgestellt. 1941 gab es eine Neuproduktion an der Römischen Oper, 1947 eine Wiederaufnahmen an der Scala.
Im Oktober 2015 präsentierte das Teatro Grattacielo das Werk in einer konzertanten Aufführung in New York. Es dirigierte Israel Gursky. Die Bregenzer Festspiele 2022 präsentierten die Oper szenisch im Festspielhaus Bregenz in einer Inszenierung von Vasily Barkhatov. Es dirigierte Walentin Urjupin. Es handelte sich um eine Koproduktion mit dem Theater Bonn. Ambur Braid und Alexander Mikhailov verkörperten das Liebespaar.

## Tondokumente
Einige Sänger der Uraufführungsbesetzung (Storchio, Zenatello, De Luca und Pini-Corsi) zeichneten Arien und Szenen auf Tonträger auf.  Die Aufnahmen erfolgten um den Jahreswechsel 1903/1904 in Mailand für Grammophone. Auch Titta Ruffo, der Gléby der Pariser Erstaufführung, nahm Ausschnitte der Oper auf. Im Jahr 1949 dirigierte Arturo Toscanini das Vorspiel zum 2. Akt von Siberia für die NBC.
In neuerer Zeit integriert vor allem Renée Fleming immer wieder die Arien „Nel suo amore“ und „No, se un pensier“ in ihre Konzertprogramme und Fernsehauftritte. Auch José Cura sang einen Ausschnitt der Oper.

## Aufnahmen
- 1951: Mit Adriana Guerrini (Stephana), Aldo Bertocci (Vassili), Luigi Borgonovo (Gléby) – Dirigent: Pietro Argento – E.J. Smith «The Golden Age of Opera» EJS 320 (LP)
- 1974: Live-Mitschnitt vom 5. Februar 1974, mit – Luisa Maragliano (Stephana), Amedeo Zambon (Vassili), Walter Monachesi (Gléby), Mario Ferrara (Principe Alexis), Laura Londi (Nikona), Mario Guggia (Ivan), Gino Calò (Walinoff) – Dirigent: Danilo Belardinelli – Chor und Orchestra Sinfonica della RAI di Milano. Opera D´Oro
- 1999:  Live-Mitschnitt vom Wexford Festival, Oktober 1999, mit Elena Zelyenskaya (Stephana), Dario Volonté (Vassili), Walter Donati (Gléby),  Massimo Giordano (Principe Alexis), Claudia Marchi (Nikona), Darren Abrahams (Ivan), Eldar Aliev (Walinoff) – Dirigent: Daniele Callegari – Orchestra of Radiotelefis Eireann, Wexford Festival Opera Chorus. Premiere Opera Ltd. CDNO 105-2
- 2003: Live-Mitschnitt, mit Francesca Scaini (Stephana), Jeon-Won Lee (Vassili), Vittorio Vitelli (Gléby), Nicola Sette (Principe Alexis), Eufemia Tufano (Nikona), Domingo Stasi (Ivan), Pietro Naviglio (Walinoff) – Dirigent: Manlio Benzi – Orchestra Internazionale d´Italia. Bratislava Chamber Choir. Dynamic

Die Besetzungen der Aufnahmen wurden folgender Quelle entnommen: 